# R.Tee
김중구(1990년 3월 6일~)는 예명 알티(R.Tee)로 더 잘 알려진 대한민국의 DJ 및 음악 프로듀서이다. 더블랙레이블에 소속되어 있고, MOBB, 블랙핑크, 빅뱅, 태양, 아이콘 등의 노래를 작곡했다.

## 생애
김중구는 1990년 3월 6일(음력 1990년 2월 10일)에 태어났다. 어렸을 때 라디오헤드를 좋아해서 돈을 모아서 라디오헤드의 티셔츠를 샀을 때 행복함을 느꼈다. 이후 어떤 음악을 하더라도 항상 행복하고 싶어서 '라디오헤드 티셔츠'를 줄인 '알티'를 예명으로 정했다. 데드마우스의 공연을 본 후 EDM에 관심을 가지기 시작했다. 대학교에서 한국화를 공부했다.

## 경력
알티는 2014년에 데뷔 싱글 "We Got the World"를 발매했다. 2015년에 DJ 경연 TV 프로그램 <헤드라이너>에 출연했고, 디컴퍼니와 계약했다. 2019년에 안다와 함께 싱글 "뭘 기다리고 있어"를 발매했고, 이는 평론가들의 호평을 받았다. 2022년에 <쇼미더머니11>에 심사위원 및 프로듀서로 출연했다.

## 음반 목록

### 싱글
| 제목                            | 연도 |
| ------------------------------- | ---- |
| "We Got the World" (Feat. 하니) | 2014 |
| "뭘 기다리고 있어" (with 안다)  | 2019 |

## 출연 작품

### TV
| 연도 | 제목           | 역할                 | 각주  |
| ---- | -------------- | -------------------- | ----- |
| 2015 | <헤드라이너>   | 참가자               | [ 6 ] |
| 2022 | <쇼미더머니11> | 심사위원 및 프로듀서 | [ 9 ] |